# Dysschema grassator
Dysschema grassator är en fjärilsart som beskrevs av Erich Martin Hering 1925. Dysschema grassator ingår i släktet Dysschema och familjen björnspinnare. Inga underarter finns listade i Catalogue of Life.